# Rhynchostegium ruvenzorense
Rhynchostegium ruvenzorense là một loài Rêu trong họ Brachytheciaceae. Loài này được (Broth.) Paris miêu tả khoa học đầu tiên năm 1898.